# La Vídola
La Vídola is een gemeente in de Spaanse provincie Salamanca in de regio Castilië en León met een oppervlakte van 29,64 km². La Vídola telt 117 inwoners (1 januari 2016).

## Demografische ontwikkeling
Bron: INE, 1857-2011: volkstellingen